# GEODSS
GEODSS (angleško Ground Based-Electro-Optical Deep Space Surveillance) je vojaška kratica, ki označuje Kopenski elektrooptični sistem za opazovanje globokega vesolja.
Sistemske baze ZDA so:
- Maui,
- Socorro,
- Diego Garcia.